# James Donahue
James Joseph „Jim” Donahue (ur. 20 kwietnia 1885 w Brooklynie w Nowym Jorku, zm. 15 marca 1966 w Berkeley w Kalifornii) – amerykański lekkoatleta (wieloboista), wicemistrz olimpijski z 1912.
Na igrzyskach olimpijskich w 1912 w Sztokholmie Donahue zajął 3. miejsce w pięcioboju lekkoatletycznym oraz 5. miejsce w dziesięcioboju lekkoatletycznym. Jednak po dyskwalifikacji zwycięzcy obu tych konkurencji Jima Thorpe'a za naruszenie statusu amatorskiego Donahue został przesunięty na 2. miejsce w pięcioboju (za Ferdinandem Bie z Norwegii, a przed Frankiem Lukemanem z Kanady), a w dziesięcioboju na 4. miejsce. W 1982 przywrócono złote medale Thorpe'owi, jednak utrzymano również dotychczasowy status medalowy zawodnikom, którzy przez 70 lat byli uznawani za medalistów olimpijskich.
Donahue pracował później w Wright Aeronautical Corporation w Paterson w stanie New Jersey.